# Venesz József-díj
A Venesz József-díj a magyar vendéglátóipar egyik legmagasabb rangú elismerése, amelyet a Magyar Nemzeti Gasztronómiai Szövetség ítél oda. A díjat olyan vendéglátóipari szakemberek, elsősorban szakácsok vagy cukrászok nyerhetik el, akik legalább 25 éve folyamatosan gyakorlati szakterületen tevékenykednek, és munkájukkal hozzájárulnak a magyar gasztronómia elismertségéhez. További feltételek közé tartozik a hazai és külföldi szakmai versenyeken való eredményes szereplés, a hagyományápolás, az oktatásban és utánpótlás-nevelésben való aktív részvétel, valamint a szakirodalom megújítása iránti elkötelezettség. A jelölteknek rendelkezniük kell mesteri címmel és legalább 10 éves MNGSZ-tagsággal is.

## Története
A Venesz József-díj alapítására a Magyar Nemzeti Gasztronómiai Szövetség kezdeményezésére került sor, hogy méltó módon elismerjék a magyar vendéglátás kiemelkedő szakembereit. A díjat Venesz József, a magyar konyhaművészet egyik meghatározó alakja után nevezték el, aki számos szakácskönyv szerzője, valamint a magyar vendéglátás és gasztronómiai oktatás úttörője volt.
Az elismerést először az 1980-as években adták át, és azóta is évente odaítélik azoknak a szakácsoknak, cukrászoknak és vendéglátóipari szakembereknek, akik munkájukkal hozzájárultak a magyar gasztronómia fejlődéséhez és nemzetközi elismertségéhez. A díjjal nemcsak a szakmai kiválóságot, hanem a hagyományok ápolását és az innovációt is jutalmazzák.

## Díjazottak
- Frank Sándor – mesterszakács, a szegedi Algyői Halászcsárda vezetője.
- Petrezselyem Antalné Gyöngyi – mestercukrász, a tatai Petre Cukrászda alapítója.
- Ortó Gyula – többszörös olimpiai-, Európa- és világbajnok mesterszakács, a szakmai zsűrik elnöke.
- Várhelyi Miklós – mesterszakács.